# Cycloloba
Cycloloba is een geslacht van kevers uit de familie van de loopkevers (Carabidae). De wetenschappelijke naam van het geslacht is voor het eerst geldig gepubliceerd in 1850 door Chaudoir.

## Soorten
Het geslacht Cycloloba omvat de volgende soorten:
- Cycloloba septemguttata (Fabricius, 1794)
- Cycloloba truncatipennis (Boheman, 1848)